# Tahir Karapınar
Tahir Karapınar (* 20. April 1967 in Izmir) ist ein ehemaliger türkischer Fußballspieler und heutiger -trainer.

## Spielerkarriere
Karapınar verbrachte seine Jugend bei Tirespor, wo er 1985 in die erste Mannschaft aufgenommen wurde. Im selben Jahr wechselte er dann zu Muğlaspor, zwei Jahre später kehrte er zu seinem alten Verein Tirespor zurück, wurde dann ein Jahr nach Manisaspor ausgeliehen und wechselte 1989 zu Göztepe Izmir, wo er zwei Jahre spielte. 1991 wechselte er zu Altay Izmir, wo er in 12 Jahren insgesamt 335 Spiele bestritt, 2003 beendete er seine Karriere.

## Trainerkarriere
2009 wurde Karapınar Cheftrainer bei Altay Izmir, damals noch in der zweiten Liga, wo er mit dem Verein den 5. Platz erreichen konnte und somit für die Play-offs in die Süper Lig qualifiziert war. Dort verlor sein Verein jedoch gegen Kasımpaşa Istanbul, somit wurde der Aufstieg nicht erreicht. Daraufhin trat Karapınar von seinem Posten zurück. 
Zur Saison 2014/15 wurde er als neuer Trainer bei Manisaspor vorgestellt. Nach einem durchwachsenen Saisonstart mit vier Punkten aus sechs Spielen wurde Karapınar bereits im Oktober 2014 entlassen.